# NRC'22
NRC'22 (8 mei 1923) is een Nederlandse korfbalvereniging uit Enschede. De club is een fusievereniging van 2 oudere clubs, namelijk EKC Nääs en KV Rigtersbleek. De fusie vond plaats op 28 juni 2022. NRC22 is een afkorting voor Nääs Rigtersbleek Combinatie 22.

## Nääs
Opgericht op 8 mei 1923 en kwam voort uit de ontbonden club Wilhelmina. De naam van de club komt van de gelijknamige plaats uit Zweden waar korfbaloprichter Nico Broekhuysen de sport heeft ontdekt.

## KV Wilskracht
Opgericht op 2 april 1982 en was hiermee de 6e korfbalclub in Enschede. Het ledenaantal was echter klein, waardoor fusie noodzakelijk was.

## Fusie van Nääs en Wilskracht
Op 16 mei 1989 fuseerden de clubs  en kreeg de nieuwe naam E.K.C. Nääs

## KV Rigtersbleek
In 1910 werd door enkele personeelsleden van de voormalige textielfabriek “Rigtersbleek” een sportvereniging geformeerd. De naam werd “Rigtersbleek” en voetbal was de belangrijkste sport. Zestien jaar later wilden enkele vrouwelijke supporters een damesvoetbalclub oprichten. Volgens het bestuur toentertijd geen sport voor dames, het bestuur adviseerde deze dames om te gaan korfballen. Daarop werd op 14 september 1926 Rigtersbleek als korfbalvereniging opgericht.